# اوجنیو مونتی
اوجنیو مونتی (ایتالیایی: Eugenio Monti; ۲۳ ژانویهٔ ۱۹۲۸ – ۱ دسامبر ۲۰۰۳) ورزشکار بابسلد اهل ایتالیا بود.
وی در مسابقات کشوری و بین‌المللی در مجموع برندهٔ ۱۱ مدال طلا، ۳ مدال نقره، ۲ مدال برنز شده‌است.